# Jewel Staite
Jewel Belair Staite (ur. 2 czerwca 1982 w White Rock, Kanada) – kanadyjska aktorka. Studiowała w Vancouver Film School.

## Filmografia
- Posing: Inspired by Three Real Stories (1991) jako Jennifer
- Liar, Liar (1992)
- The Only Way Out (1993) jako Alexandra
- Poszukiwacze złota (1995, Gold Diggers: The Secret of Bear Mountain) jako Samantha
- Tucker, Becka i inni (1996, Flash Forward) jako Rebecca ‘Becca/Beck’ Fisher
- Space Cases (1996-1997) jako Catalina
- Bajzel na kółkach (1996, Carpool) jako aktorka z tele-noweli
- Więzień korporacji Zenda (1996, Prisoner of Zenda, Inc.) jako Theresa
- Kochanie, zmniejszyłem dzieciaki (1997-2000, Honey, I Shrunk the Kids: The TV Show) jako Tiara
- Da Vinci’s Inquest (1998-2005) jako Gabriella Da Vinci (1998-2000)
- Mummies Alive! The Legend Begins (1998) jako Dodatkowy głos (głos)
- Szkoła Przetrwania (2000, Higher Ground) jako Daisy Lipenowski
- Roughing It (2002) jako Susan Olivia Clemens
- Firefly (2002-2004) jako Kaywinnit Lee ‘Kaylee’ Frye
- Polisa śmierci (2002, Damaged Care) jako Bryanna (15–20 lat)
- Kanciarze (2002, Cheats) jako Teddy Blue
- Here’s How It Was: The Making of 'Firefly' (2003) jako ona sama
- Wdowa ze wzgórza (2005, Widow on the Hill) jako Jenny Cavanaugh
- Gwiezdne wrota: Atlantyda: „Instinct” (26 sierpnia, 2005) jako Ellia
- Serenity (2005) jako Kaylee Frye
- Gwiezdne wrota: Atlantyda (2007–2009) jako dr Jennifer Keller
- The Forgotten Ones (2009) jako Liz